# 티베트 (1912년~1951년)
티베트(티베트문: བོད་, 와일리: Bod)는 1912년 신해혁명으로 청나라가 붕괴한 시기부터 1951년 중화인민공화국이 티베트를 병합했던 시기까지 존속했던 실질적인 독립국이다.
티베트의 간덴 포드랑 정권은 청나라의 보호국였지만, 1910년 청나라가 지역에 대한 통제권을 강화하기로 결정하면서 종결되었다. 1912년, 중화민국 임시정부가 청나라의 뒤를 이어 중국 정부가 되었고, 청나라의 모든 영토에 대한 주권을 주장했다. 여기에는 22개의 중국 성, 티베트, 외몽골이 포함되었다. 이 주장은 효정경황후가 6세의 선통제를 대신하여 서명한 선통제 퇴위 조서에 명시되었다. "... 만주, 한, 몽골, 회, 티베트 등 오대 민족의 완전한 영토가 하나의 위대한 중화민국으로 지속적으로 통합된다." (... 仍合滿、漢、蒙、回、藏五族完全領土，為一大中華民國). 1912년 채택된 중화민국임시약법은 티베트를 포함한 신공화국의 국경 지역을 국가의 필수적인 부분으로 명시적으로 규정했다. 그러나 새로 형성된 중화민국은 티베트에 어떠한 실질적인 권한도 행사할 수 없었다. 제13대 달라이 라마는 중국과의 관계가 청나라의 멸망과 함께 끝났다고 선언하며 독립을 선포했으나, 이는 다른 나라들에 의해 공식적으로 인정되지 않았다. 티베트와 외몽골은 중국으로부터의 상호 독립을 선언하는 논란이 되는 조약을 체결했다.
1933년 제13대 달라이 라마가 사망한 후, 중국국민당이 통치하는 국민정부가 티베트의 지위에 대한 협상을 시작하기 위해 라싸에 보낸 조문 사절단은 사무실을 개설하고 머무는 것이 허용되었지만, 어떠한 합의도 이루어지지 않았다.
1945년~1949년, 중화민국의 국민정부는 국공 내전에서 중국공산당에게 패배했다. 티베트에서 사실상 독립 시대는 1950년~1951년 새로 형성된 중화인민공화국에 의해 티베트가 병합된 후 끝났다.

## 역사

### 청나라의 멸망 (1911년)

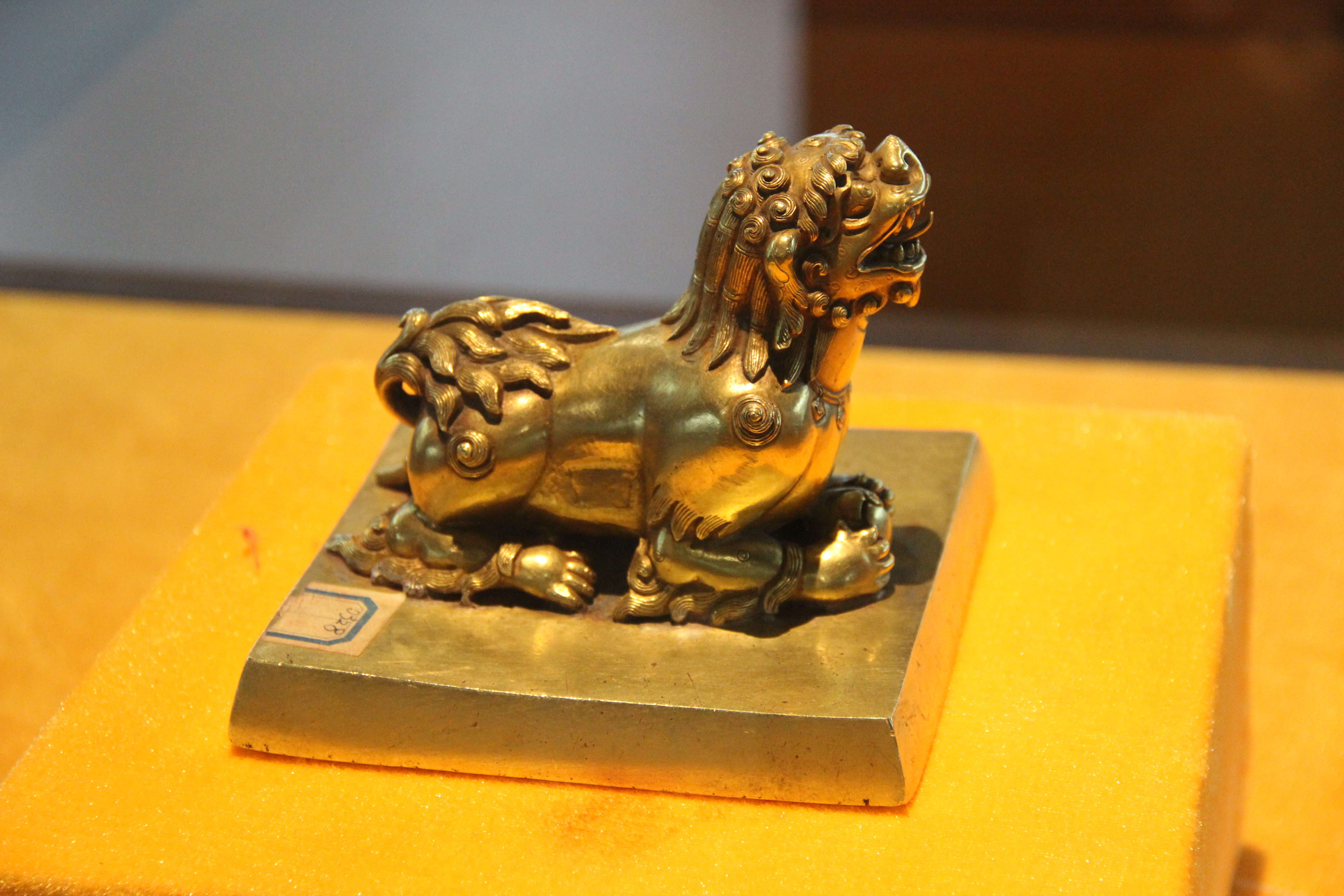
1909년 티베트인들이 제13대 달라이 라마에게 증정한 금인. 그 사용은 중국이 더 이상 티베트에 대한 명목상의 지배권을 가지고 있지 않음을 상징했다.

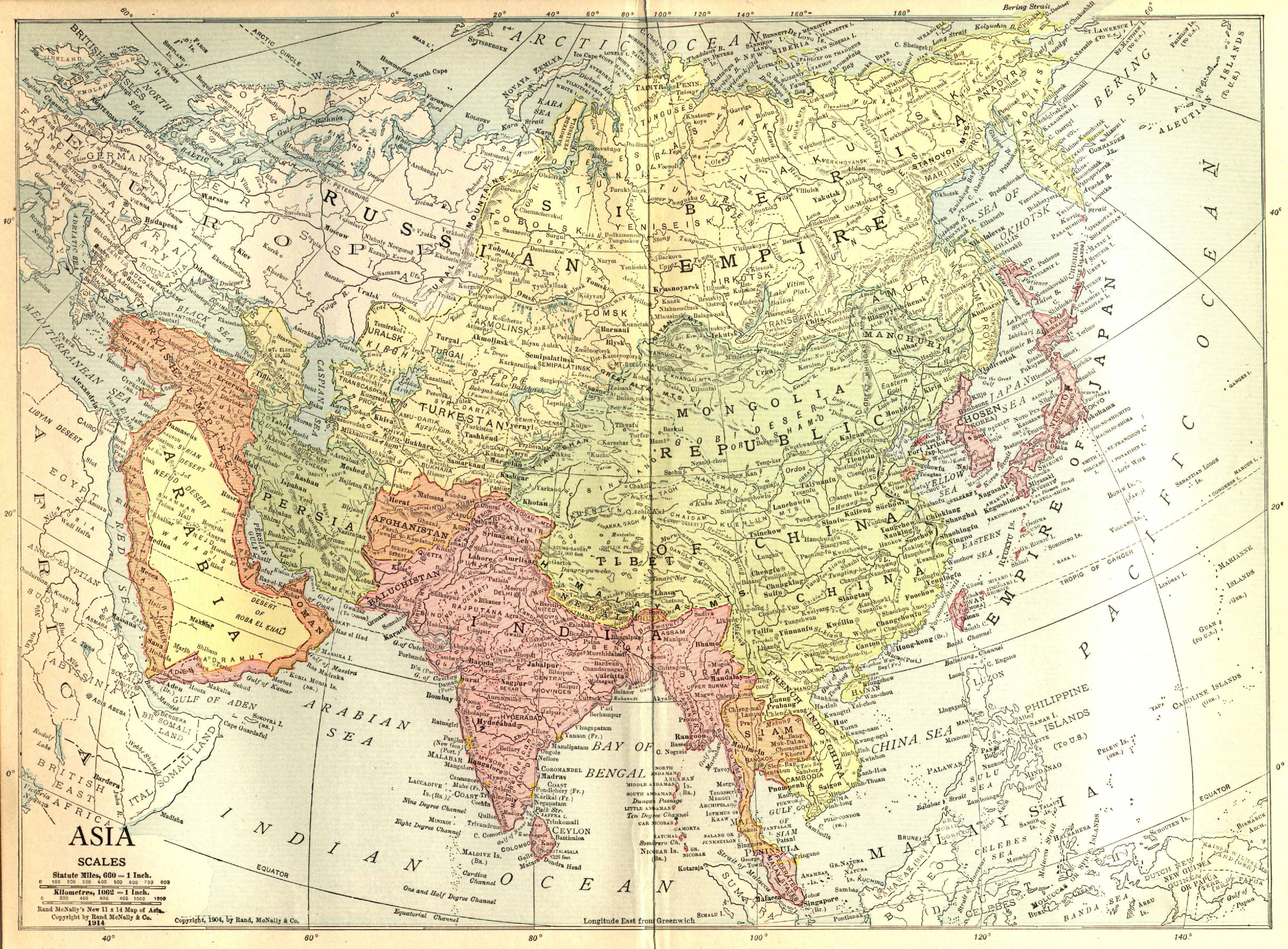
1914년 랜드 맥날리에서 발행한 동아시아 지도. 티베트를 중화민국의 자치 지역으로 표시했다.

티베트는 1720년 청나라가 준가르 세력을 축출한 후 중국 청나라의 지배를 받게 되었다. 그러나 19세기 말까지 티베트에 대한 중국의 권한은 상징적인 것에 불과했다. 티베트 민병대는 신해혁명 이후 티베트에 주둔하던 청나라 수비대에 대한 기습 공격을 감행했다. 1912년 청나라가 멸망한 후, 라싸의 청나라 관리들은 중앙 티베트에서 청나라 군대의 항복과 축출을 위한 "삼자 협정"에 서명할 수밖에 없었다. 1912년 초, 중화민국 정부는 청나라를 대체하여 중국 정부가 되었고, 새로운 공화국은 이전 왕조의 모든 영토에 대한 주권을 주장했는데, 여기에는 22개의 중국 성, 티베트, 외몽골이 포함되었다. 이 주장은 효정경황후가 6세의 선통제를 대신하여 서명한 선통제 퇴위 조서에 명시되었다. "... 만주, 한, 몽골, 회, 티베트 등 오대 민족의 완전한 영토가 하나의 위대한 중화민국으로 지속적으로 통합된다." (... 仍合滿、漢、蒙、回、藏五族完全領土，為一大中華民國). 1912년 채택된 중화민국임시약법은 티베트를 포함한 신공화국의 국경 지역을 국가의 필수적인 부분으로 명시적으로 규정했다.
새로운 공화국이 수립된 후, 중국의 임시 대총통은 제13대 달라이 라마에게 전보를 보내 이전 칭호를 복원시켰다. 달라이 라마는 이러한 칭호를 거부하며 티베트에서 "세속적, 종교적 통치권을 모두 행사할 의도"라고 답했다. 1910년 청나라가 티베트에 대한 직접적인 중국 통치를 확립하기 위해 군사 원정을 보냈을 때 인도로 피신했던 달라이 라마는 1913년 라싸로 돌아와 중국 황제와 티베트 간의 관계가 "보호자와 사제 관계였으며, 한쪽이 다른 쪽에 종속된 관계가 아니었다"고 선언하는 포고령을 발표했다. 포고령에는 "우리는 작고 종교적인 독립 국가이다"라고 명시되었다.
1913년 1월, 아그반 도르지예프와 세 명의 다른 티베트 대표자들은 우르가에서 티베트와 몽골 간의 조약에 서명하여 상호 인정과 중국으로부터의 독립을 선포했다. 영국의 외교관 찰스 벨은 제13대 달라이 라마가 자신에게 아그반 도르지예프에게 티베트를 대신하여 어떠한 조약도 체결할 권한을 부여하지 않았다고 말했다고 기록했다. 조약의 텍스트가 공개되지 않았기 때문에 일부는 처음에는 조약의 존재에 대해 의문을 제기했지만, 몽골어 텍스트는 1982년 몽골 과학 아카데미에 의해 출판되었다.

### 심라 협정 (1914년)
1913년~1914년, 심라에서 영국령 인도, 티베트, 중화민국 간에 회의가 열렸다. 영국은 티베트인 거주 지역을 외티베트와 내티베트로 나누자고 제안했다(중국과 러시아 간의 몽골에 대한 이전 협정 모델). 현대 티베트 자치구와 거의 같은 면적인 외티베트는 중국의 종주권 아래 자치 지역이 될 것이었다. 이 지역에서 중국은 "행정 간섭"을 자제할 것이었다. 동부 캄과 암도로 구성된 내티베트에서는 중국이 행정권을 가질 것이고, 라싸는 종교 기관을 통제할 것이었다.
내티베트와 외티베트 간의 구체적인 경계에 대한 협상이 결렬되자, 협정에서 정의된 티베트의 경계에는 아삼 히말라야 지역의 티베트-인도 경계를 나타내는 맥마흔 라인도 포함되었다. 이 경계는 타왕 수도원의 통제를 통해 티베트의 간접적인 행정 하에 있었던 타왕 지역을 인도에 포함시켰다.
심라 협정은 세 대표단 모두에 의해 서명되었지만, 내티베트와 외티베트 간의 경계에 대한 불만으로 인해 베이징에 의해 즉시 거부되었다. 맥마흔과 티베트인들은 중국이 서명할 때까지 협정의 권리 중 어떤 것도 중국에 부여하지 않는다는 각서와 함께 이 문서를 양자 협정으로 서명했다. 영국 정부는 처음에 맥마흔의 양자 협정이 1907년 영국-러시아 협약과 양립할 수 없다고 하여 거부했다.
이전에 영국이 심라의 유효성에 의문을 제기하게 했던 1907년 영국-러시아 조약은 1917년 러시아에 의해, 1921년에는 러시아와 영국에 의해 공동으로 폐기되었다. 그러나 티베트는 1940년대에 맥마흔 라인에 대한 입장을 변경했다. 1947년 말, 티베트 정부는 새로 독립한 인도 외교부에 맥마흔 라인 남쪽의 티베트 지구에 대한 주장을 담은 각서를 제출했다. 알라스테어 램에 따르면, 심라 문서에 서명하기를 거부함으로써 중국 정부는 맥마흔 라인에 대한 어떠한 인정도 하지 않았다.

### 1933년 제13대 달라이 라마 사망 이후

1936년 인도 조사국이 작성한 티베트 고원 및 주변 지역 지도. 티베트를 독립 국가로 표시하고 있다.

1912년 암반이 티베트에서 추방된 이후, 티베트와 중국 간의 통신은 오직 영국을 중개자로 해서만 이루어졌다. 1933년 12월 제13대 달라이 라마가 사망한 후 직접적인 통신이 재개되었고, 중국은 황무송 장군을 단장으로 하는 "조문 사절단"을 라싸로 보냈다.
제13대 달라이 라마가 사망한 직후, 일부 기록에 따르면 카샤그는 티베트가 자체적인 정치적 문제를 처리할 수 있다면 명목상 중국의 일부로 남아있다는 1914년 입장을 재확인했다. 달람살라에 있는 티베트 문학 및 기록 보관소에서 출판된 에세이 "숨겨진 티베트: 독립과 점령의 역사"에서 S.L. 쿠즈민은 국민당 정부가 중국의 주권을 암시했음에도 불구하고 티베트 정부가 티베트를 중국의 일부로 선언하지 않았음을 보여주는 여러 자료를 인용했다. 1912년 이후 티베트는 중국의 통제로부터 사실상 독립했지만, 다른 경우에는 티베트 내부 시스템이 건드려지지 않고 중국이 캄과 암도의 중요한 티베트 민족 지역에 대한 통제권을 포기한다면 중국의 명목상 종속 지위를 수용할 의향을 보이기도 했다. 중국의 티베트 통치가 중단되지 않았다는 주장을 지지하기 위해 중국은 중국 국회와 양원 의회에 티베트 의원들이 있었으며, 그들의 이름이 계속 보존되어 있었다는 공식 문서가 있다고 주장한다.
중국은 이후 라싸에 사무소를 설립할 수 있도록 허가받았고, 이 사무소는 몽장위원회가 담당했으며 우중신, 즉 위원회 티베트 담당 이사가 책임자였다.
중국 자료에 따르면 이는 행정 기관이었다고 주장하지만, 티베트인들은 중국의 티베트 편입 제안을 거부하고, 대신 드르츠우강 (양쯔강) 동쪽 지역의 영토 반환을 요구했다고 주장한다. 라싸에 중국 사무소가 설립되자 영국도 비슷한 허가를 얻어 그곳에 자체 사무소를 설립했다.
1934년 캄바 반란은 이 시기에 판다스탕 톡비와 판다창 랍가가 주도하여 티베트 정부에 맞서 일어났고, 판다스탕 가문이 캄바 부족민들을 이끌고 티베트군과 싸웠다.

### 1930년대에서 1949년까지

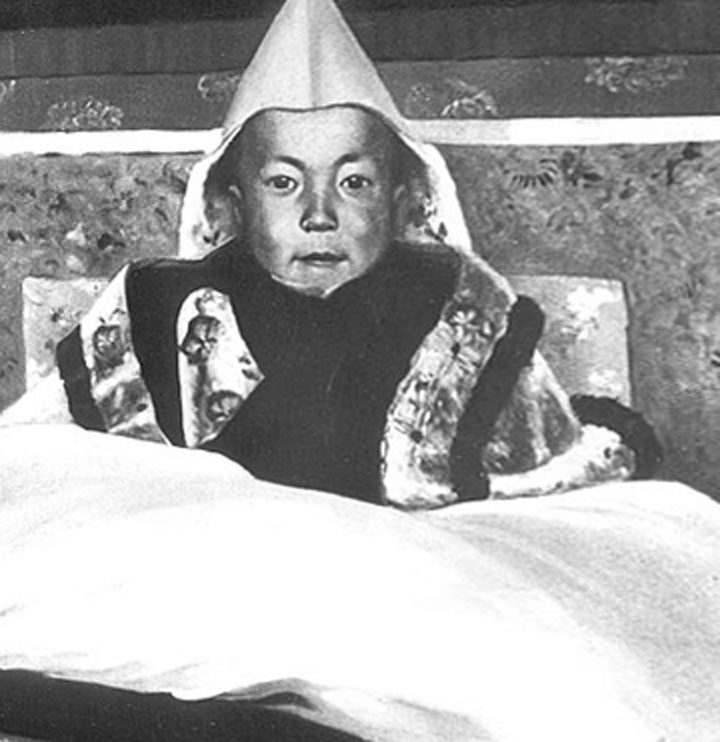
어린 제14대 달라이 라마

1935년, 암도 동부 티베트에서 라모 돈둡이 태어나 모든 관련자들에게 제13대 달라이 라마의 환생으로 인정받았다. 그는 1877년 중국 중앙 정부의 승인을 받아 금병제첨을 사용한 추첨 과정에서 면제되어 제13대 달라이 라마가 된 선임자 툽텐 갸초와 유사하게 1940년 1월 26일, 섭정 레팅 린포체는 중국 중앙 정부에 라모 돈둡을 금병제첨을 사용한 추첨 과정에서 면제하여 제14대 달라이 라마가 되도록 요청했고, 중국 정부는 이를 승인했다. 시닝에서 칭하이성을 통치하던 후이족 이슬람 군벌 마부팡에게 라싸에서 40만 은화의 몸값을 지불한 후, 마부팡은 그를 1939년 라싸로 여행하도록 허용했다. 그는 이후 티베트 설날에 간덴 포드랑 정부에 의해 포탈라 궁에서 즉위했다.

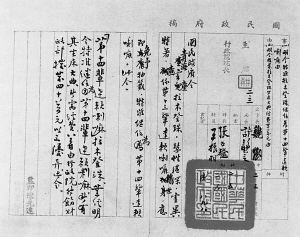
1940년 1월 1일 중화민국 정부가 발행한 제14대 달라이 라마 즉위 승인 증명서

국민당 정부는 현재의 제14대 달라이 라마를 '비준'했으며, 국민당 대표인 우중신 장군이 의식을 주재했다고 한다. 1940년 2월의 비준 명령과 의식에 대한 다큐멘터리 영화는 모두 손상되지 않고 남아 있다. 우중신(다른 외국 대표자들과 함께)은 의식에 참석했다. 라싸에서 직접 보도된 당시 신문 기사들도 이러한 의식들을 증언한다. 예를 들어, 1940년 2월 22일 AP 통신은 다음과 같이 보도했다.
라싸, 티베트 (목요일) - (홍콩으로 전신) - [..] 중국 정부는 수개월 동안 링얼라무탄추의 계승을 14대 달라이 라마가 일반적으로 선택되는 황금 항아리의 운명에서 벗어나게 하려고 노력했다. 그러나 오늘, 진정한 동양의 세련됨으로 티베트 섭정은 충칭 정부에 전통적인 추첨을 포기할 권한을 부여하도록 청원했다. 이 허가가 떨어지자 그는 장제스와 다른 중국 정부 지도자들에게 따뜻한 감사를 전했다.

의식에 관하여, 1940년 2월 23일자 AP 통신 보도에 따르면:
라싸에서 직접적인 소식은 오늘에서야 도착하여 중국 관리들이 참여한 긴 의식에 대해 전했다. 중국인들은 만족스럽게도 충칭의 몽장위원회 주석이자 즉위식 중국 대표단장인 우충신 장군이 달라이 라마의 왼쪽에 앉았다는 것을 알게 되었다 -- 그리하여 새로운 통치자와 동등한 지위를 부여받았다. 라싸는 완전한 휴일을 즐겼다. 대중은 악마 춤, 말 쇼, 레슬링 대회, 불꽃놀이를 즐겼다.

마찬가지로, 1940년 2월 22일자 United Press 보도에 따르면:
라싸, 티베트. 2월 22일 - 티베트의 영적, 세속적 지도력을 공유할 제14대 달라이 라마가 오늘 성대하고 정교한 의식으로 즉위했다. 즉위식은 라싸의 주요 수도원인 "포탈라"에서 열렸다. 고귀한 자리를 위해 오랜 탐색 끝에 선택된 여섯 살 소년은 1,000명의 중국 대표단으로부터 축하를 받았다. 특이한 절차는 수도원의 황금 본당에 쑨원 박사의 거대한 초상화와 중국국민당 깃발이 전시된 것으로 나타났다.

1940년 2월 18일자 Billings Gazette Sun 보도에 따르면:
티베트 관계자들은 "중화민국 건국의 아버지"인 쑨원 박사의 초상화가 불교 그림들로 둘러싸인 주례당에서 영예로운 자리를 차지할 것이라고 밝혔다. [..] 이 모든 것들은 티베트 소식통이 지적했듯이 "티베트와 중앙 정부 간의 따뜻한 우정과 정치적 유대"를 의미한다. [..] 이론적으로 동등한 기회를 가진 다른 두 명의 아이가 있다. [..] 그러나 티베트와 중국 관리들은 코코노르 소년을 선호한다.

당시 티베트에 이해관계를 가지고 있었고 중국의 주권을 약화시키려 했던 영국은 바실 굴드 경이라는 대표자를 두었는데, 그는 의식에 참석했다고 주장하며, 중국이 의식을 주재했다는 위에서 언급된 다양한 국제 소식통에 반대한다. 그는 다음과 같이 주장한다.
중국 언론에 따르면 우 씨가 달라이 라마를 그의 왕좌로 인도하고 즉위를 발표했으며, 달라이 라마가 감사를 표하고 감사의 표시로 절을 했다는 보도가 있었다. 이러한 중국의 주장은 모두 거짓이었다. 우 씨는 단지 수동적인 관찰자에 불과했다. 그는 영국 대표를 포함한 다른 사람들이 한 것처럼 의례용 스카프를 증정하는 것 외에는 아무것도 하지 않았다. 그러나 중국은 전 세계의 귀를 가지고 있으며, 나중에 언론 기록을 참조하여 완전히 사실이 아닌 역사적 사건을 제시할 수 있다. 티베트에는 영어 신문도 티베트어 신문도 없으므로 이러한 허위 사실을 폭로할 방법이 없다.

티베트 작가 니마 갸인차인은 티베트 전통에 따르면 행사를 주재하는 것은 없으며, 한자 "主持" (주재하거나 조직하다)라는 단어가 통신 문서의 여러 곳에서 사용되었다고 썼다. 이 단어의 의미는 오늘날 우리가 이해하는 것과는 달랐다. 그는 우중신이 행사에 많은 시간과 에너지를 썼고, 그가 행사를 주재하거나 조직한 효과가 매우 분명했다고 덧붙였다.
1942년, 미국 정부는 장제스 정부에게 티베트에 대한 중국의 주장을 결코 이의 제기한 적이 없다고 밝혔다. 1944년, 미국 육군부는 "우리가 싸우는 이유"에 대한 7부작 다큐멘터리 영화 시리즈를 제작했다. 여섯 번째 시리즈인 더 배틀 오브 차이나에서 티베트는 중국의 성으로 잘못 불린다(중국은 공식적으로 티베트의 행정 구역을 시짱 지방으로 불렀는데, 이는 성과는 구별되는 것이었다). 1944년 제2차 세계 대전 중, 오스트리아 산악인 하인리히 하러와 페터 아우프슈나이터가 라싸에 도착했고, 하러는 어린 달라이 라마의 가정교사이자 친구가 되어 서구 문화와 현대 사회에 대한 깊은 지식을 전수했다. 이는 하러가 1949년에 떠나기로 결정할 때까지 이어졌다.
티베트는 1942년 외무부를 설립하고, 1946년 중국과 인도에 축하 사절단을 보냈다(제2차 세계 대전 종전 관련). 중국으로 간 사절단은 장제스 중국 주석에게 보내는 서한을 전달했는데, 그 서한에는 "우리는 계속해서 티베트의 독립을 연속적인 달라이 라마들이 진정한 종교-정치적 통치로 다스리는 국가로서 유지할 것이다"라고 명시되어 있었다. 이 사절단은 난징에서 열리는 중국 제헌 회의에 참관인으로 참석하기로 합의했다.
장제스의 중국국민당 정부의 명령에 따라 마부팡은 1942년 위수 공항을 수리하여 티베트 독립을 저지했다. 장제스는 또한 1942년에 마부팡에게 티베트 침공을 위해 이슬람 군인들을 비상 대기시키라고 명령했다. 마부팡은 이에 따랐고, 수천 명의 병력을 티베트 국경으로 이동시켰다. 장제스는 또한 티베트인들이 따르지 않으면 폭격을 가하겠다고 위협했다.

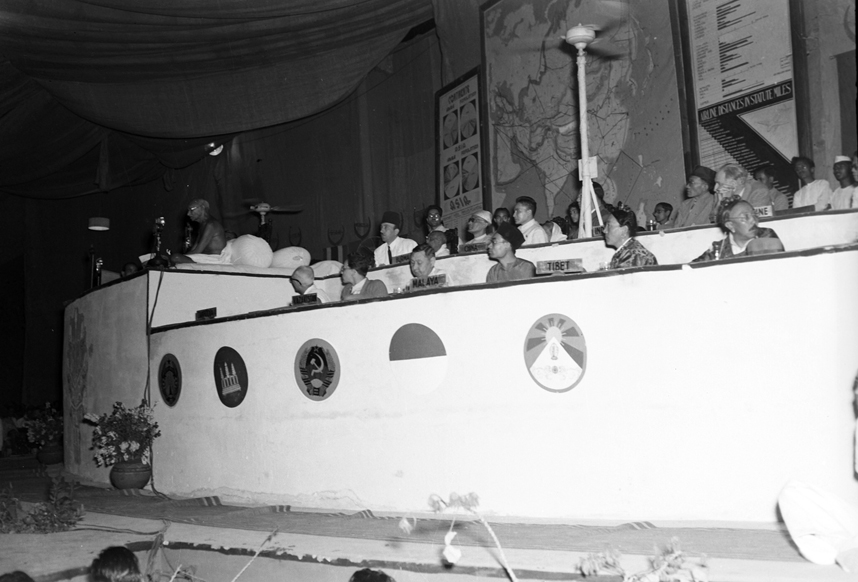
1947년 델리 아시아 관계 회의에서 선보인 티베트의 상징

1947년, 티베트는 인도 뉴델리에서 열린 아시아 관계 회의에 대표단을 파견하여 자신을 독립 국가로 대표했으며, 인도는 1947년부터 1954년까지 티베트를 독립 국가로 인정했다. 이것은 티베트 국기가 공개적인 모임에 처음으로 등장한 것일 수 있다.
1947년 티베트에서 수개월을 여행한 프랑스 의사 앙드레 미고는 티베트와 중국 간의 복잡한 국경 협정과 그것이 어떻게 발전했는지 설명했다.
영국과 티베트 간의 [1906년] 조약으로 그들의 이해관계에 입은 손해를 상쇄하기 위해 중국은 서쪽으로 직접적인 통제 영역을 확장하고 바탕 주변 지역을 식민지화하기 시작했다. 티베트인들은 강력하게 반발했다. 중국인 총독은 창두로 가는 길에 살해되었고 그의 군대는 바탕 근처에서 전투 후 패주했다. 여러 선교사도 살해되었고, 조이풍이라는 특별 위원이 등장했을 때 중국의 운세는 바닥을 쳤다.
"수도승의 도살자"라는 별명을 얻게 한 잔혹함으로 그는 바탕을 습격하고 라마승들을 약탈했으며, 창두로 나아가 라싸 성문까지 군대를 이끈 일련의 승리적인 전역을 통해 질서를 회복하고 티베트에 대한 중국의 지배를 재확립했다. 1909년, 그는 시캉성이 바탕을 수도로 하는 36개 하위현으로 구성된 별도의 성으로 설립되어야 한다고 권고했다. 이 계획은 나중에 수정된 형태로만 실행되었는데, 1911년 중국 혁명이 조의 경력을 종식시켰고 그는 얼마 후 동포들에게 암살당했기 때문이다.
중화민국의 혼란스러운 초기 몇 년 동안 대부분의 조공 추장들이 반란을 일으켰고, 중국인과 티베트인들 간에 여러 차례 격렬한 전투가 벌어졌으며, 비극, 희극, 그리고 (물론) 종교가 모두 역할을 한 많은 이상한 사건들이 일어났다. 1914년, 대영제국, 중국, 티베트가 평화를 회복하기 위해 회담 테이블에 앉았으나, 이 회담은 중화-티베트 국경의 근본적인 문제에 대한 합의에 도달하지 못하고 결렬되었다. 이 국경은 1918년경부터는 상부 양쯔강의 흐름을 따르는 것으로 사실상 인정되었다. 이 시기에 중국은 티베트를 재정복하는 것보다 다른 많은 일에 몰두해야 했다. 그러나 상황은 점차 진정되었고, 1927년에는 시캉 성이 설립되었으나, 이는 원래 구상했던 36개 하위현이 아닌 27개 하위현으로만 구성되었다. 중국은 10년 동안 도살자가 점령했던 모든 영토를 잃었다.
그 이후로 시캉은 상대적으로 평화로웠지만, 이 성의 역사를 간략히 요약한 것만으로도 이러한 상황이 얼마나 위태로운지 쉽게 이해할 수 있다. 중국의 통제는 명목상에 불과했으며, 나는 종종 그 비효율성을 직접 경험해야 했다. 이러한 종류의 영토를 통치하기 위해서는 며칠씩 떨어져 있는 고립된 마을에 몇몇 보잘것없는 관리들과 소수의 허름한 병사들을 주둔시키는 것만으로는 충분하지 않다. 티베트인들은 중국 행정을 완전히 무시하고 오직 자신들의 추장들만을 따랐다. 시캉의 중국 통치자들의 진정한 위상을 보여주는 매우 간단한 사실은, 그 지방의 누구도 중국 통화를 받지 않았고, 관리들은 돈으로 아무것도 살 수 없었기 때문에 물물교환으로 생계를 이어갈 수밖에 없었다는 것이다.

[다르도 또는 캉딩의] 북문을 벗어나면 중국 문명과 그 편의시설에 작별을 고하고 완전히 다른 종류의 삶을 시작하게 된다. 서류상으로는 도시 북쪽의 넓은 영토가 중국 시캉성과 칭하이성의 일부이지만, 중국과 티베트의 실제 국경은 캉딩을 통과하거나 아마도 바로 그 외곽에 걸쳐 있다. 위신보다는 정확성에 더 신경을 쓰는 중국 지도 제작자들이 지도에 그리는 경험적인 선은 정확성과 아무런 관련이 없다.— 앙드레 미고, Tibetan Marches

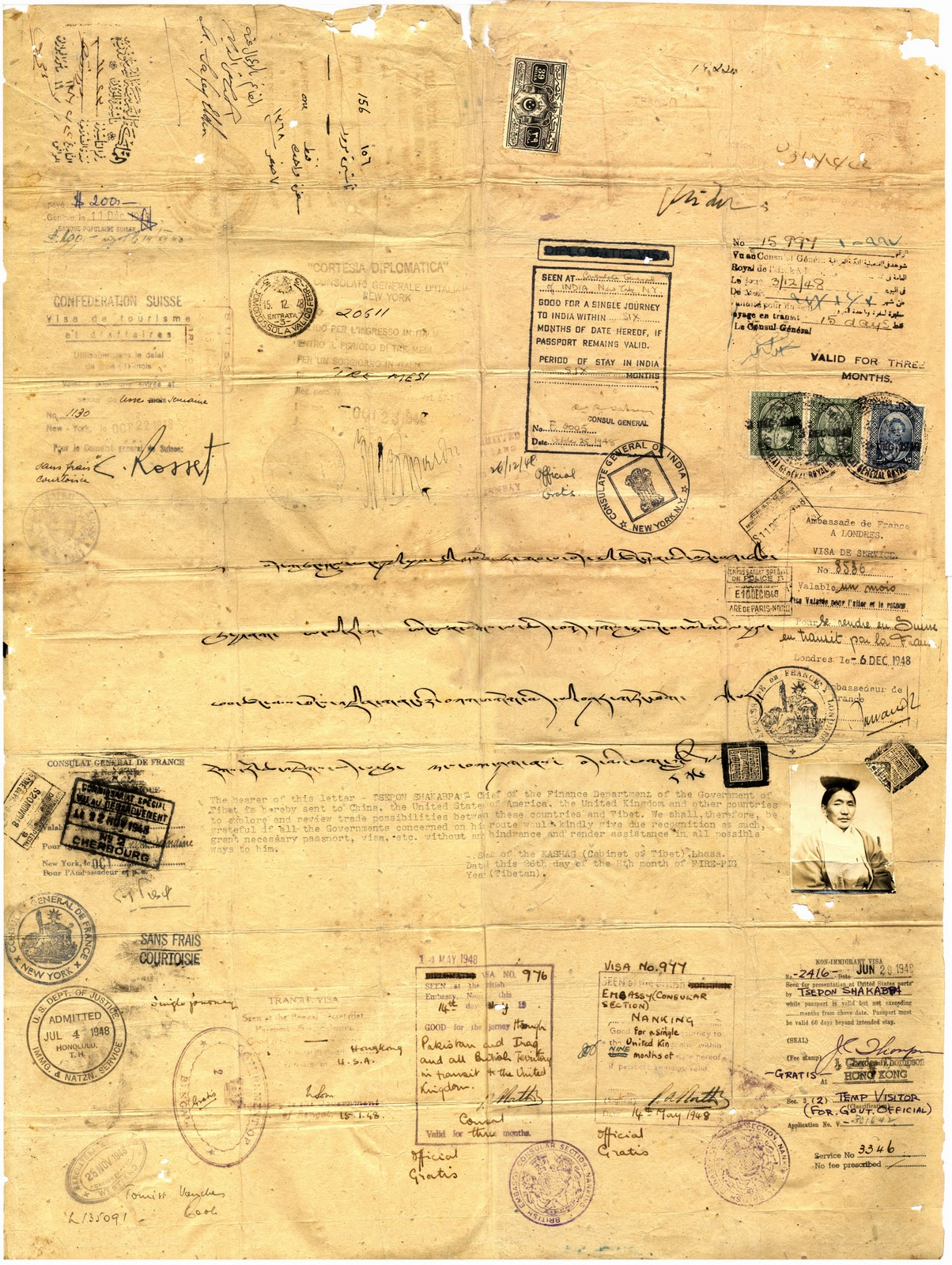
샤캅파의 티베트 여권, 여러 국가의 비자가 찍혀 있다.

1947년~1949년, 라싸는 재무장관 체폰 샤캅파가 이끄는 무역 사절단을 인도, 중국, 홍콩, 미국, 영국에 파견했다. 방문국들은 티베트가 중국으로부터 독립했다는 주장을 지지하는 것을 조심했으며, 사절단과 정치적 문제는 논의하지 않았다. 이 무역 사절단 관리들은 인도 주재 중국 영사관에서 새로 발급받은 티베트 여권을 사용하여 홍콩을 통해 중국에 입국하여 3개월 동안 중국에 머물렀다. 그러나 다른 국가들은 이 사절단이 티베트 정부가 발행한 여권을 사용하여 여행하는 것을 허용했다. 미국은 이 무역 사절단을 비공식적으로 영접했다. 사절단은 1948년 런던에서 클레멘트 애틀리 영국 총리와 만났다.

### 중화인민공화국의 티베트 합병
1949년, 공산주의자들이 중국을 장악하고 있음을 본 카샤그 정부는 중국국민당과 중국공산당 양측의 항의에도 불구하고 티베트에서 모든 중국 관리들을 추방했다. 1949년 10월 1일, 제10대 판첸 라마는 베이징에 전보를 보내 중국 북서부의 해방과 중화인민공화국의 수립을 축하하며, 티베트의 불가피한 해방을 보게 되어 기쁘다고 표현했다. 10월에 정권을 잡은 중국 공산당 정부는 마오쩌둥 주석의 지휘 아래 티베트에 대한 새로운 중국의 존재를 주장하는 데 지체하지 않았다. 1950년 6월, 영국 정부는 영국 하원에서 폐하의 정부가 "항상 티베트에 대한 중국의 종주권을 인정할 준비가 되어 있었지만, 티베트가 자치적인 것으로 간주된다는 이해 하에만 그랬다"고 밝혔다. 1950년 10월, 중국 인민해방군은 티베트의 창두 지역에 진입하여 티베트군의 산발적인 저항을 물리쳤다. 1951년, 아푀 아왕직메를 단장으로 하는 티베트 당국 대표단은 달라이 라마의 승인을 받아 베이징에서 중국 정부와 협상에 참여했다. 이 협상은 티베트에 대한 중국의 주권을 확인하는 십칠조협의로 이어졌다. 이 협정은 몇 달 후 라싸에서 비준되었다. 중국은 이 모든 과정을 "티베트의 평화적 해방"으로 묘사했다.

## 참고

### 내용주
1. ↑  As late as 1889, map from Rand McNally shows Tibet as outside China. See 파일:1889 China Map by Rand McNally and Company.jpg.